# Mentor Mazrekaj
Mentor Xhemajl Mazrekaj (Pristina, 8 febbraio 1989) è un calciatore kosovaro, centrocampista o attaccante dell'Iliria.

## Biografia
Nato a Priština, nell'allora provincia autonoma jugoslava del Kosovo. Possiede anche il passaporto albanese.

## Carriera
Il 2 agosto 2013 viene acquistato dal Partizani Tirana e firma un contratto triennale con scadenza il 30 giugno 2016.

## Statistiche

### Presenze e reti nei club
Statistiche aggiornate al 29 maggio 2023.
| Stagione                | Squadra                 | Campionato              | Campionato | Campionato | Coppe nazionali | Coppe nazionali | Coppe nazionali | Coppe continentali | Coppe continentali | Coppe continentali | Altre coppe | Altre coppe | Altre coppe | Totale | Totale |
| Stagione                | Squadra                 | Comp                    | Pres       | Reti       | Comp            | Pres            | Reti            | Comp               | Pres               | Reti               | Comp        | Pres        | Reti        | Pres   | Reti   |
| ----------------------- | ----------------------- | ----------------------- | ---------- | ---------- | --------------- | --------------- | --------------- | ------------------ | ------------------ | ------------------ | ----------- | ----------- | ----------- | ------ | ------ |
| 2013-2014               | Partizani Tirana        | KS                      | 27         | 1          | CA              | 3               | 0               | -                  | -                  | -                  | -           | -           | -           | 30     | 1      |
| 2014-2015               | Partizani Tirana        | KS                      | 31         | 8          | CA              | 1               | 0               | -                  | -                  | -                  | -           | -           | -           | 32     | 8      |
| 2015-2016               | Partizani Tirana        | KS                      | 20         | 2          | CA              | 1               | 0               | UEL                | 1                  | 0                  | -           | -           | -           | 22     | 2      |
| 2016-2017               | Partizani Tirana        | KS                      | 15         | 1          | CA              | 1               | 0               | UCL+UEL            | -                  | -                  | -           | -           | -           | 16     | 1      |
| lug. 2017               | Partizani Tirana        | KS                      | 0          | 0          | CA              | 0               | 0               | UEL                | 2                  | 0                  | -           | -           | -           | 2      | 0      |
| Totale Partizani Tirana | Totale Partizani Tirana | Totale Partizani Tirana | 93         | 12         |                 | 6               | 0               |                    | 3                  | 0                  |             | -           | -           | 102    | 12     |
| 2017-2018               | Prishtina               | SL                      | 10         | 1          | CK              | 1               | 0               | -                  | -                  | -                  | -           | -           | -           | 11     | 1      |
| 2018-gen. 2019          | Ferizaj                 | SL                      | 4          | 1          | CK              | 0               | 0               | -                  | -                  | -                  | -           | -           | -           | 4      | 1      |
| gen.-feb. 2019          | Fortuna Oslo            | 2D                      | 0          | 0          | CN              | 0               | 0               | -                  | -                  | -                  | -           | -           | -           | 0      | 0      |
| feb.-giu. 2019          | 2 Korriku               | 1L                      | 0          | 0          | CK              | 0               | 0               | -                  | -                  | -                  | -           | -           | -           | 0      | 0      |
| 2019-gen. 2020          | Llapi                   | SL                      | 3          | 0          | CK              | 0               | 0               | -                  | -                  | -                  | -           | -           | -           | 3      | 0      |
| 2020-2021               | Laçi                    | KS                      | 29         | 7          | CA              | 3               | 0               | UEL                | 1                  | 0                  | -           | -           | -           | 33     | 7      |
| 2021-2022               | Laçi                    | KS                      | 34         | 2          | CA              | 7               | 0               | UECL               | 4                  | 0                  | -           | -           | -           | 45     | 2      |
| 2022-2023               | Laçi                    | KS                      | 34         | 3          | CA              | 4               | 0               | UECL               | 4                  | 2                  | -           | -           | -           | 42     | 5      |
| Totale Laçi             | Totale Laçi             | Totale Laçi             | 97         | 12         |                 | 14              | 0               |                    | 9                  | 2                  |             | -           | -           | 120    | 14     |
| 2023-2024               | Struga                  | PL                      | 0          | 0          | CM              | 0               | 0               | UCL                | 0                  | 0                  | -           | -           | -           | 0      | 0      |
| Totale carriera         | Totale carriera         | Totale carriera         | 207        | 26         |                 | 21              | 0               |                    | 12                 | 2                  |             | -           | -           | 240    | 28     |

## Palmarès

### Club

#### Competizioni nazionali
- Supercoppa del Kosovo: 1

Prishtina: 2009
- Campionato kosovaro: 2

Prishtina: 2011-2012, 2012-2013
- Coppa del Kosovo: 2

Prishtina: 2012-2013, 2017-2018
- Campionato macedone: 1

Struga: 2023-2024